# Скиба, Степан Кузьмич
Степан Кузьмич Скиба (24 июля 1901, Хорошее, Екатеринославская губерния — 13 декабря 1975, Хорошее, Днепропетровская область) — советский военнослужащий, участник Великой Отечественной войны, полный кавалер ордена Славы, санинструктор 60-го гвардейского стрелкового полка, гвардии старший сержант — на момент представления к награждению орденом Славы 1-й степени.

## Биография
Родился 24 июля 1901 года в селе Хорошее (ныне — Петропавловского района Днепропетровской области). Украинец. Работал в колхозе.
В 1941 году был призван в Красную Армию. На фронте в Великую Отечественную войну с февраля 1942 года. Воевал в составе 561-го стрелкового полка 91-й стрелковой дивизии на Южном фронте. В июле 1942 года в ночном бою под селом Криворожье Ростовской области красноармеец Скиба был ранен и контужен. Выходила солдата местная жительница, но вскоре его нашли полицаи и отправили в лагерь военнопленных в Миллерово.
В начале августа 1942 года Скибе удалось вырваться из-за колючей проволоки, в сентябре пришел в родное село. Дома быстро пошел на поправку и уже через полмесяца связался с партизанской группой, стал партизанским связным. За активные действия в тылу врага уже после войны он был награждён медалью «За боевые заслуги».
В декабре 1943 года С. К. Скиба был снова мобилизован в армию. Был назначен санинструктором в 60-й гвардейский стрелковый полк 20-й гвардейской стрелковой дивизии.
В конце января 1944 года в бою за населенный пункт Михайловка Запорожской области, когда путь роте преградил вражеский пулемет, гвардии старший сержант Скиба пробрался с тыла к огневой точке, застрелил пулеметчика, а второго гитлеровца ранил и взял в плен.
3 февраля в бою за деревню Каменка и высоту на территории Софиевского района Днепропетровской области под огнём противника вынес с поля боя 14 раненых бойцов и командиров.
Приказом командира 20-й гвардейской стрелковой дивизии от 20 февраля 1944 года гвардии старший сержант Скиба Степан Кузьмич награждён орденом Славы 3-й степени.
Преодолевая упорное сопротивление противника, 22 февраля 1944 года дивизия ворвалась в Кривой Рог и совместно с другими соединениями освободила город от немецко-вражеских захватчиков. Затем она форсировала реки Ингул, Южный Буг. В начале апреля, после овладения Раздельной, в дивизии был сформирован передовой отряд для выхода к Днестру и захвата плацдарма на правом берегу. В состав отряда был зачислен гвардии старший сержант Скиба.
10 апреля 1944 года в боях на подступах к городу Тирасполь санинструктор того же полка и дивизии гвардии старший сержант Скиба, действуя в составе танкового десанта, участвовал в отражении пяти вражеских контратак. Из личного оружия уничтожил до 10 пехотинцев врага, взял вместе с бойцами в плен 5 его солдат и офицеров. Вынес с поля боя раненого офицера.
Приказом командира 20-й гвардейской стрелковой дивизии от 29 июня 1944 года гвардии старший сержант Скиба Степан Кузьмич награждён орденом Славы 2-й степени.
20 августа 1944 года при прорыве обороны противника в направлении села Попяска Бендерского р-на Скиба под вражеским огнём вынес с поля боя более 20 бойцов и командиров, уничтожил из личного оружия 6 и взял в плен 3 вражеских солдат.
2 сентября при освобождении населенного пункта Леово под обстрелом противника организовал переправу раненых через реку Прут. В бою уничтожил 3 и взял в плен двух пехотинцев противника.
В дальнейшем в составе своей дивизии участвовал в расширении плацдарма на Дунае в районе Батины, в ожесточенных боях южнее озера Балатон. В этих боях уничтожил более двадцати противников.
Указом Президиума Верховного Совета СССР от 29 июня 1945 года за исключительное мужество, отвагу и бесстрашие, проявленные в боях с вражескими захватчиками, гвардии старший сержант Скиба Степан Кузьмич награждён орденом Славы 1-й степени. Стал полным кавалером ордена Славы.
В 1945 году старшина Скиба был демобилизован. Вернулся в родное село. Работал в колхозе. Скончался 13 декабря 1975 года.
Награждён орденами Славы 3-х степеней, медалями.